# Chrysomya putoria
Chrysomya putoria Wiedemann, 1830, è un insetto dell'Ordine dei Diptera Brachycera, superfamiglia Oestroidea, famiglia dei Calliphoridae. L'adulto ha il corpo con colori a riflessi metallici blu e verdi.
Come molte altre specie della famiglia, questo insetto rappresenta un problema sotto l'aspetto igienico-sanitario: le larve, carnivore, si sviluppano sulla carne di animali a sangue caldo morti, ma spesso le deposizioni avvengono anche sui tessuti di animali viventi, in particolare attraverso piaghe e ferite, attaccando anche l'uomo.

## Habitat e distribuzione
La specie è diffusa nelle regioni tropicali dell'Africa e del Sudamerica ed è frequente in zone sottosviluppate ad alta densità di popolazione e in condizioni igieniche precarie.